# アクションベース
アクションベースは、バンダイより販売されているプラモデル用のスタンド（組み立てキット）である。
多くのガンプラに対応する他、同社が販売するキャラクタープラモデルにも対応する。

## 特徴
主にガンプラなどのバンダイ製キャラクタープラモデルに対応した組み立て式のスタンド。アクションベース1発売後のバンダイ製プラモデルの多くは、アクションベースに対応している。数種類の接続パーツにより、多くのキットに対応可能であり、高さ、角度の細かな調節が可能。特別仕様のものを除き、同じ種類のアクションベースは連結可能。さらに、アクションベース4と5はベース部分に共通パーツを使用しており相互に連結できる。
アクションベース1・3・4・8はガンプラの標準的な1/100サイズ（全高18cm程度）、アクションベース2・ミニ・5・6・7は標準的な1/144サイズ（全高13cm程度）にそれぞれ適している。サイズ差を気にしなければ大は小を兼ね、アクションベース1・3・4・8は1/144サイズにも十分対応する。
材質は、アクションベース1～5とミニではスチロール樹脂（PS）が、アクションベース6～8ではABSが使用されている。

## 発売に至る経緯
2005年5月発売のガンプラ「1/144 HG グフイグナイテッド（ハイネ・ヴェステンフルス専用機）（SEED HGシリーズ）」に簡易なスタンド（ランナーには「ベース1（BA1）」と刻印）が付属。このスタンドは劇中のポーズや飛行状態でディスプレイでき、その後のSEED HGやHGUCの一部商品にも付属し、商品もそれに対応するようになっていた。「ベース1」は近年発売のHGキット全般（股間の接続穴が丸いもの）にも対応する。HGUCでは「アッシマー」「ドラッツェ」と「ガブスレイ」にそれぞれ専用のディスプレイスタンドが付属し、その後のHGUCの一部商品（接続穴が長方形のもの）が対応するようになっていた。
2005年7月発売の「1/100 デスティニーガンダム」の初回特典として、2004年10月発売の「マスターグレード ウイングガンダムゼロ（エンドレスワルツ版）」に付属していたディスプレイスタンド（ランナーに「ベース2（BA2）」と刻印を追加）と専用接続パーツが封入された。この初回特典の封入は「1/100 ストライクフリーダムガンダム」と「1/100 インフィニットジャスティスガンダム」（後者は専用接続パーツ無しでディスプレイスタンドを使用可能）でも行われた。
2006年6月に発売された「1/100 レジェンドガンダム」の初回限定特典の「スペシャル台座」（ランナーには「ベース3（BA3）」の刻印）は多数のパーツにより可動部分が多く、高さや角度の細かな調節が可能なものであった。2006年11月、「スペシャル台座」に汎用の接続パーツを加えたものが「アクションベース1」として発売された。
2007年6月には「アクションベース2」が発売された（ランナーには「ベース4（BA4）」の刻印）。
2010年8月の「キャラホビ2010」において限定販売された「HG ダブルオーガンダム セブンソード/G インスペクション+スペシャルアクションベース」及び「HG アイズガンダム タイプ ダーク+スペシャルアクションベース」付属の「スペシャルアクションベース」は、2011年3月にシート等を加え「アクションベース3」として発売された（ランナーには「BA8」の刻印）。
2016年1月には「アクションベースミニ」（ランナーの刻印は「SV2」）が、2017年12月には「アクションベース4」および「アクションベース5」が（ランナーの刻印は「ACB-BA」が両者共通の台座パーツ、4が「ACB-4A」と「ACB-4B」、5が「ACB-5」）、2022年10月には「アクションベース6」（ランナーの刻印は「ACB-6」）が、2024年1月には「アクションベース7」（ランナーの刻印は「ACB-7」）が発売された。2024年4月には「アクションベース8」の発売が予定されている。
アクションベースミニ以降では、ネジ止めがなくなり組み立てがドライバー不要となった。アクションベース8では再度ネジ止めが採用されたが、レンチパーツを付属させることでドライバーが不要な点は維持されている。
アクションベース発売以降も、その商品専用のディスプレイスタンドや「ベース1」「ベース2」が付属している新商品も発売されている。また、2015年3月発売の「HGBF ガンダムポータント」より用いられるようになった「ランナーレススタンド」（BA-0）も、その後の複数のガンプラに引き続き付属している。

## 商品一覧

### アクションベース1
製品記載の対応モデル
SD BB戦士、1/144スケールモデル、HG、1/100スケールモデル、MG、RE/100、R3、マクロスF（専用）
その他対応モデル
ガンプラ（U.C. HARD GRAPH）、コードギアス、ヱヴァンゲリヲン新劇場版、超時空要塞マクロス、メカニックコレクション、デジモンリブート、宇宙戦艦ヤマト2199、装甲騎兵ボトムズ（ラウンドムーバー）、マクロスΔ
- アクションベース1 ブラック（2006年11月）
- アクションベース1 グレー（2007年2月）
- アクションベース1 ホワイト（2007年3月）
- アクションベース1 シャア・アズナブルカラー（2007年5月）
- アクションベース1 クリア（2007年10月）
- アクションベース1 スパークル クリアグリーン（2008年8月）
- アクションベース1 ソレスタルビーイングVer.（2008年12月） - 専用台座
- アクションベース1 シナンジュVer.（2009年1月）
- アクションベース1 ユニコーンガンダムVer.（2009年1月）
- アクションベース1 マクロスF（フロンティア）S.M.S Ver. （2009年2月） - 専用台座
- アクションベース1 機動戦士ガンダム連邦軍Ver.（2009年4月） - 専用台座[1]
- アクションベース1 機動戦士ガンダムジオン軍Ver.（2009年4月） - 専用台座[1]

### アクションベース2
製品記載の対応モデル
HG、1/144スケールモデル、SD BB戦士、FG、RG
その他対応モデル
ガンプラ（AG）、EXモデル、コードギアス、ワンピース 偉大なる船コレクション、ダンボール戦機、Figure-rise 6、ノブナガ・ザ・フール、マジンボーン、STAR WARS、フィギュアライズスタンダード、フィギュアライズメカニクス
- アクションベース2 ブラック（2007年6月）
- アクションベース2 グレー（2007年7月）
- アクションベース2 アクアブルー（2007年8月）
- アクションベース2 スパークル クリアグリーン（2008年2月）
- アクションベース2 スパークル クリアレッド（2008年4月）

### アクションベース3
- アクションベース3 ブラック（2011年3月）

### アクションベースミニ
製品記載の対応モデル
SDEXスタンダード、HG、1/144スケールモデル
- アクションベースミニ（2016年1月）[2]

### アクションベース4
製品記載の対応モデル
1/100スケールモデル、MG、RE/100、1/144スケールモデル、HG、RG
その他対応モデル
フィギュアライズスタンダード、フィギュアライズエフェクト
- アクションベース4 ブラック（2017年12月）
- アクションベース4 クリア（2017年12月）

### アクションベース5
製品記載の対応モデル
1/144スケールモデル、HG、RG、1/100スケールモデル、MG、RE/100
その他対応モデル
SDガンダム、SDクロスシルエット、フィギュアライズスタンダード、フィギュアライズメカニクス、フィギュアライズエフェクト、フルメタル・パニック!、STAR WARS、30 MINUTES MISSIONS
- アクションベース5 ブラック（2017年12月）
- アクションベース5 クリア（2017年12月）

### アクションベース6
製品記載の対応モデル
HG、30 MINUTES MISSIONS、30 MINUTES SISTERS、フィギュアライズスタンダード
- アクションベース6 クリアカラー（2022年10月）
- アクションベース6 クリアカラー 機動戦士ガンダム 水星の魔女シールセット（2023年5月）
- アクションベース6 クリアカラー ミラーシールセット（2024年8月予定）

### アクションベース7
製品記載の対応モデル
HG、RG、30 MINUTES MISSIONS、30 MINUTES SISTERS、フィギュアライズスタンダード
- アクションベース7 クリアカラー（2024年1月）

### アクションベース8
製品記載の対応モデル
MG、FULL MECHANICS、30 MINUTES MISSIONS
- アクションベース8 クリアカラー（2024年4月予定）

### 限定モデル
- アクションベース1 シルバー（2007年）
ショップ限定プレゼント品。以後のキャンペーンの景品等にも採用。
- アクションベース1 メタリックグレー（2008年）
ショップ限定プレゼント品。以後のキャンペーンの景品等にも採用。
- アクションベース2 ジオンカラー（2008年）
アクションベース2ジオンカラー ゲットキャンペーン当選品。以後のキャンペーンの景品等にも採用。
- アクションベース1 機動戦士ガンダム連邦軍Ver. ゴールドメッキVer.（2011年3月）
- アクションベース1 機動戦士ガンダムジオン軍Ver. ゴールドメッキVer.（2011年3月）
- アクションベース3 スモーククリアVer.（2011年3月）
以上3点、クラブMG ポイントサービス景品。
- アクションベース3 ガンメタリック Ver.（2011年）
プロショップコンテスト景品。
- アクションベース3 メモリアルクリアVer.（2014年10月）
ガンダムユニコーン ガンプラ×Blu-ray・DVD連動キャンペーン当選品。
- MG ガンダムアストレイブルーフレームD用 ドラグーンフォーメーションベース（2014年11月）
アクションベース1（ネイビークリア）とアーム類のセット。プレミアムバンダイ限定販売。
- トリプルアクションベース （2019年2月）
アクションベース1の支柱を新規設計のものに変更したもの。HG、RG、MGなどに対応しており、3機同時ディスプレイが可能。成型色はスモーククリア。トリプルアクションベースGETキャンペーンの景品が初出。
- アクションベース5 [GUNDAM FACTORY YOKOHAMA Ver.]（2021年5月）
「GUNDAM FACTORY YOKOHAMA」で販売。
- アクションベース5 [GUNDAM SIDE-Fカラー]（2022年4月）
「GUNDAM SIDE-F」で販売。

#### ガンダムベース限定
- アクションベース1 [ブルー]（2017年8月）
- アクションベース2 [ブルー]（2017年8月）
- アクションベース4 [トリコロールカラー]（2018年4月）
- アクションベース5 [ユニコーンカラー]（2018年4月）
- アクションベース5 [連邦イメージカラー]（2019年6月）
- アクションベース5 [ジオンイメージカラー]（2019年6月）
- アクションベース4 [シャア専用カラー]（2019年7月）
- アクションベース5 [水星の魔女イメージカラー]（2022年10月）
- アクションベース7 [機動戦士ガンダムSEED FREEDOM イメージクリアカラー]（2024年3月）

ガンダムベース限定景品
- アクションベース1 機動戦士ガンダム 連邦軍Ver.[メタリック]（2017年）

### その他のモデル
- スペシャル台座（乳白色）（2006年6月）
1/100 レジェンドガンダムの初回生産分に初回限定特典として付属。
- アクションベース1 限定色（クリアブルー）（2006年12月）
MG ストライクフリーダムガンダム フルバーストモードに付属。
- ディスプレイ台座（クリアブルー）（2008年7月）
MGファーストガンダムキャンペーンで販売のMG「ジム」「ガンキャノン」にアクションベース1の台座部分のみ付属。
- ディスプレイ台座（クリアグリーン）（2008年7月）
MGファーストガンダムキャンペーンで販売のMG「シャア専用ザク Ver.2.0」「MS-06J ザク Ver.2.0」「グフ」「ドム」「シャア専用ズゴック」「ズゴック」「アッガイ」「ギャン」にアクションベース1の台座部分のみ付属。
- アクションベース1 ソレスタルビーイングVer. 限定色（クリアグリーン）（2008年12月）
1/100 ダブルオーライザーに付属。
- アクションベース2 限定色（ブルー）（2009年10月）
MG ガンダムアストレイブルーフレームセカンドリバイに付属。タクティカルアームズIIのディスプレイ用に一部パーツを新造。
- アクションベース2 限定色（レッド）（2010年2月）
MG ガンダムアストレイレッドフレーム改に付属。「MG ガンダムアストレイブルーフレームセカンドリバイ」付属の物の色違い。
- HG ダブルオーガンダム セブンソード/G インスペクション+スペシャルアクションベース（2010年8月）
- HG アイズガンダム タイプ ダーク+スペシャルアクションベース（2010年8月）
以上2点、スペシャルアクションベースがセット。「キャラホビ2010」にて限定販売。
- MG ダブルオークアンタ（2010年11月）
アクションベース2ブラックが付属。バスターソード/バスターライフルのディスプレイ用に一部パーツを新造。
- HG フォーエバーガンダム GPB-Dカラー ミシマ・サキver.＋アクションベース3 ブルー
- HG ビギニング30ガンダム GPB-Jカラー クリアIFSver.＋アクションベース3 レッド
以上2点、アクションベース3のスペシャルカラー版がセット。「キャラホビ2011」にて限定販売。
- RG デスティニーガンダム用 拡張エフェクトユニット"光の翼"（2013年5月）
- RG ストライクフリーダムガンダム用 拡張エフェクトユニット"天空の翼"（2013年11月）
以上2点、アクションベース2ブラックスモーククリアが付属。プレミアムバンダイ限定販売。
- ディスプレイベース（2014年6月）
「MG ターンX」に付属。オールレンジ攻撃シーンを再現可能な新規設計の支柱と、アクションベース1の台座を組み合わせたもの。成型色はクリア。
- 専用アクションベース（2016年11月）
「フィギュアライズエフェクト オーラエフェクト」および同「バーストエフェクト」「グラウンドエフェクト」などに付属。単に「アクションベース」とも呼ばれる。
フィギュアライズスタンダードやHG、RG向けの完全新規設計品。成型色はクリア。
- HG サイバスター（2021年6月）
- HG アルトアイゼン（2021年12月）
- HG ゲシュペンスト（2022年5月）
- HG ヒュッケバインMk-II（2023年3月）
- HG ダイゼンガー（2023年8月）
- HG ヒュッケバインMk-III（2024年1月）
以上6点、アクションベースセットが付属。アクションベース4の台座パーツを通常の3個から1個に減らしたもので、成型色はいずれも台座がブラック、支柱がクリア。

## 周辺商品
ライトニングベース
アクションベース1と連結可能。
- ライトニングベース プレートタイプ レッドVer.（2009年12月）
- ライトニングベース プレートタイプ グリーンVer.（2009年12月）
- ライトニングベース プレートタイプ ブルーVer.（2009年12月）

フィギュアライズバスト
ガンダム、マクロスΔなど、一部モデルはアクションベース1、2と連結可能。
ガンプラについての詳細は「ガンプラの一覧#フィギュアライズバスト」を参照。
フィギュアライズエフェクト
アクションベース4、5と連結・接続が可能。
- フィギュアライズエフェクト オーラエフェクト（ブルー）（2016年11月）
- フィギュアライズエフェクト オーラエフェクト（イエロー）（2016年11月）
- フィギュアライズエフェクト バーストエフェクト（2017年8月）
- フィギュアライズエフェクト グラウンドエフェクト（2017年8月）
- フィギュアライズエフェクト 衝撃波 イエロー（2018年8月）
- フィギュアライズエフェクト 衝撃波 ホワイト（2018年8月）
- フィギュアライズエフェクト バーストエフェクト（スペースピンク）（2019年4月）
- フィギュアライズエフェクト ジェットエフェクト（クリアイエロー）（2019年8月）
- フィギュアライズエフェクト ジェットエフェクト（クリアブルー）（2019年8月）

水星の魔女 ウェポンディスプレイベース（2023年1月）
アクションベース5と連結可能。

## 関連商品
- ヘッドディスプレイベース（2009年11月 - ）
雑誌付録限定品として数種類が展開されたプラモデル。1/48スケールのMSの胸像の後方に接続アームが付いている。
『電撃ホビーマガジン』2010年1月号に付属したユニコーンガンダム、同誌2015年1月号に付属したビルドバーニングガンダム、『ガンダムエース』2011年1月号に付属したシナンジュ、同誌2013年1月号に付属したゼータガンダム、『ホビージャパン』2013年5月号に付属したバンシィ、同誌2014年12月号に付属したG-セルフがある。
また、2021年7月にはガンダムベース限定でのセット販売という形で、ユニコーンガンダムとバンシィのものが再販されている。
- 2WAYスタンドベース（2009年11月）
「PG ダブルオーライザー」の初回購入特典限定品。「2WAY」の名前の通り2本の支柱を持ち、2個のプラモデルを同時にディスプレイするパターンと、支柱を組み合わせて重量級のプラモデルを支えられるようにするパターンの2つを選択できる。
一部のパーツを共用するディスプレイベース（BA7）は、その後もPGなどの大型キットの一部に付属している。
- Dキューブベース（2011年2月 - ）
『ダンボール戦機』劇中アイテムを模した背景ボードとディスプレイベースのセット。ベースのサイズはアクションベースより小型。
ラインナップは地中海遺跡、草原、城砦、岩山の4種。ベースの成型色はいずれもクリアで、背景ボードのみが異なる。
- エイジデバイスプラモデル（2011年）
『機動戦士ガンダムAGE』劇中アイテムのプラモデル。パーツの組み換えによって「デバイスベース」として簡易的なアクションベースのように使うことができる。
グレー成型のものとクリアverが次世代ワールドホビーフェアをはじめとするイベント限定でそれぞれ配布された。
- HGBC GPベース（2013年11月）
『ガンダムビルドファイターズ』劇中アイテムのプラモデル。パーツの組み換えによって簡易的なアクションベースのように使えるほか、MG向けLEDユニットの組み込みやトライエイジカードの収納にも対応している。
- キャラスタンドプレート（2015年12月 - ）
『機動戦士ガンダム 鉄血のオルフェンズ』および『ガンダムビルドファイターズトライ』の組み立て式商品で、六角形の台座にキャラクターが描かれている。クリア成型のスタンドパーツが付属し、HGサイズのガンプラと一緒に飾ることができる。
ラインナップは三日月・オーガス、オルガ・イツカ、ガエリオ・ボードウィン、マクギリス・ファリド、クーデリア・藍那・バーンスタイン、アトラ・ミクスタ、ホシノ・フミナの7種。
- 鉄血のディスプレイスタンド（2016年11月）
鉄血のオルフェンズ HGディスプレイスタンドキャンペーン景品。『鉄血のオルフェンズ』作中の各陣営のマーキングシールが付属する。
ラインナップはクリアブラック＋鉄華団、クリア＋ギャラルホルンA、クリアブルー＋ギャラルホルンB、クリアブラウン＋タービンズの4種類。
同型のディスプレイ台座（BA-14）は、その後も一部のHGキットに付属している。
- HGBC ダイバーギア（2018年4月）
『ガンダムビルドダイバーズ』劇中アイテムのプラモデル。アクションベース5と同型のディスプレイ用支柱パーツなどが付属しており、アクションベースと同様に用いることができる。
- ガンダムベース限定 デブリパーツセット（2018年6月）
ディスプレイ用台座とスペースデブリをイメージしたパーツ、デブリパーツを保持する支柱のセット。成型色は台座と支柱がクリア、デブリパーツがグレー。
台座は2015年6月発売の「MG ガンダムフェニーチェリナーシタ」を皮切りにMGなどの一部に付属するようになったもの（BA13）と同型で、アクションベース1からビスを省いたような構造を持つ。
- カスタマイズシーンベース（2020年5月 - ）
『30 MINUTES MISSIONS』向けのディスプレイ・ジオラマ用パーツのシリーズ。
うち格納庫内を模した01、04（情景Ver.）、05（水上Ver.）は台座とディスプレイ用の支柱がセット内に含まれており、アクションベースと同じように使用することができる。